# Gustav Nowak
Gustav Nowak (17. srpna 1846 Stvolínky – 23. května 1921 Česká Kamenice) byl rakouský a český lékárník a politik německé národnosti, na počátku 20. století poslanec Českého zemského sněmu a Říšské rady.

## Biografie
Vystudoval Karlo-Ferdinandovu univerzitu v Praze a roku 1869 získal titul magistra farmacie. Roku 1871 převzal lékárnu v Lounech, od roku 1875 vlastnil lékárnu v České Kamenici, kde působil po víc než dvacet let. Od roku 1889 byl rovněž předsedou krajského grémia lékárníků v Litoměřickém kraji. Dlouhodobě zasedal v obecním zastupitelstvu a v období let 1883–1889 zastával funkci starosty České Kamenice. Kromě toho byl i členem okresního zastupitelstva.
Ve volbách roku 1897 byl zvolen do Říšské rady (celostátní zákonodárný sbor), za kurii venkovských obcí, obvod Děčín, Rumburk, Cvikov atd. Uspěl za týž obvod i v následných volbách roku 1901. Na Říšské radě zasedal v zdravotnickém výboru. Podílel se na legislativě v oboru lékárnictví, zejména zákonu o lékárnictví z roku 1906.
Na přelomu století se zapojil i do zemské politiky. V doplňovacích volbách roku 1899 byl zvolen v kurii venkovských obcí (volební obvod Šluknov, Haňšpach) do Českého zemského sněmu. Tehdy byl ještě uváděn jako člen Německé pokrokové strany (němečtí liberálové). Mandát obhájil v řádných volbách v roce 1901. Nyní jíž politicky patřil k Německé lidové straně (němečtí nacionálové).